# Oprah Winfrey
Oprah Winfrey (eredeti nevén: Orpah Gail Winfrey) (Kosciusko, Mississippi, 1954. január 29. –), közéletben csak Oprah kétszeres Primetime Emmy- és többszörös Daytime Emmy-díjas amerikai televíziós műsorvezető, színésznő, producer, üzletasszony, politikai aktivista, író és médiatulajdonos. Leginkább a Chicagóból sugárzott The Oprah Winfrey Show című talkshow-járól ismert, amely 25 éven át, 1986-tól 2011-ig sugároztak. „A média királynőjének” ("Queen of All Media") titulálták, valamint ő lett a 20. század leggazdagabb afroamerikaija, és egykor a világ egyetlen szinesbőrű milliárdosa. 2007-től a világ egyik legbefolyásosabb nőjeként tartják számon.

## Élete
Winfrey szegénységben született Mississippi államban, egyedülálló anyja nevelte, Milwaukee belvárosában nőtt fel. Elárulta, hogy gyermekkorában és korai tizenéves korában molesztálták, 14 évesen teherbe esett; fia koraszülötten született és csecsemőkorában meghalt. Középiskolás korában egy rádiónál kapott állást, majd 19 évesen az esti híradóműsorban dolgozott. Végül a nappali talk show műsorba került, és miután egy harmadik besorolású chicagói talkshow-t az első helyre emelt, elindította saját produkciós cégét és műsorát, a The Oprah Winfrey Show-t.

### A politikában
A 2024-es elnökválasztási kampány alatt Kamala Harris inkumbens alelnök mellett kampányolt.

## Színészet
- Malac a pácban (2007) (a liba hangja)
- Rabszolgalelkek (1998)
- Before Women Had Wings (1997)
- The Women of Brewster Place (1989)
- Bíborszín (1985)
- A komornyik (2013)

## Magyarul megjelent művei
- Amit biztosan tudok; ford. Béresi Csilla; Édesvíz, Bp., 2014
- Élet adta bölcsesség. Beszélgetések korunk meghatározó spirituális tanítóival; ford. Szabó Nóra; Édesvíz, Bp., 2019
- Mi történt veled?; ford. Mohai Szilvia; Édesvíz, Bp., 2021

## Díjak
- Emmy-díj
- Oscar-díj jelölés a legjobb női mellékszereplő kategóriában (Steven Spielberg Bíborszín c. filmjében nyújtott alakításáért).
- Cecil B. DeMille-életműdíj